# Unterhaltungsfilme im Nationalsozialismus
Die Unterscheidung von Unterhaltungsfilmen einerseits und Propagandafilmen andererseits spielt in der NS-Film-Forschung eine größere Rolle als in irgendeinem anderen Bereich der medienwissenschaftlichen Forschung. Hier stehen knapp 200 Propagandafilmen mehr als 1000 Unterhaltungsfilme – v. a. Lustspiele, Revue-, Operetten- und Schlagerfilme, Liebes-, Abenteuer-, Kriminal-, Ehe-, Frauen-, Heimat- und Familienfilme – gegenüber. In Anbetracht der vollständigen Gleichschaltung der Filmproduktionsindustrie durch die nationalsozialistische Filmpolitik hat die deutsche Filmgeschichtsforschung sich jedoch immer wieder herausgefordert gesehen, in diesen Unterhaltungsfilmen – in denen eine offene nationalsozialistische Propaganda nicht nachzuweisen ist – nach Spuren subtiler und verborgener Propaganda zu forschen. Auch den gesellschaftlichen Grundaussagen der NS-Unterhaltungsfilme – z. B. dem Frauenbild, siehe Kora Terry – ist besondere Aufmerksamkeit geschenkt worden.

## Filmbeispiele
- Bel Ami
- Die Geierwally
- Wiener Blut
- Münchhausen
- Die Feuerzangenbowle
- Große Freiheit Nr. 7